# Белая (авиабаза)
«Бе́лая» — военный аэродром в Иркутской области, расположенный в 18 км к северо-западу от города Усолье-Сибирское и в 85 км к северо-западу от Иркутска.
В настоящее время на аэродроме дислоцирован 200-й гвардейский тяжёлый бомбардировочный авиационный Брестский Краснознамённый полк, входящий в состав 326-й тяжёлой бомбардировочной авиационной Тарнопольской дивизии 37-й воздушной армии ВГК СН.
На вооружении полка состоят сверхзвуковые дальние бомбардировщики-ракетоносцы Ту-22М3.

## История
На аэродроме в период с 18 февраля 1947 года по 1984 год базировался 350-й истребительный авиационный полк (с 1950 года 350-й истребительный авиационный полк ПВО) на самолётах Ла-7, МиГ-15, МиГ-17, Су-9 и Ту-128.
Ранее на аэродроме Белая располагалась 31-я тяжёлая бомбардировочная авиационная дивизия 30-й воздушной армии, в состав которой входили 1225-й и 1229-й ТБАП, которые также дислоцировались на Белой (на вооружении стояли самолёты Ту-22М2). Дивизия и полки были расформированы.
По состоянию на 1991 год 200-й ТБАП входил в состав 22-й ТБАД 46-й воздушной армии и дислоцировался в Бобруйске, на вооружении полка состояли самолёты Ту-22М3.
С 1 декабря 2009 года 200-й Гвардейский ТБАП переформирован в 6953-ю Гвардейскую Авиабазу, которая в дальнейшем в декабре 2010 году переформирована в Гвардейскую Авиагруппу 6952-й Гвардейской Авиабазы (Украинка).
1 июня 2025 года в ходе российско-украинской войны авиабаза была атакована украинскими дронами. На спутниковых снимках зафиксированы 4 Ту-22М3 и 3 Ту-95, уничтоженные на территории авиабазы.